# NGC 5312
NGC 5312 est une galaxie lenticulaire située dans la constellation des Chiens de chasse. Sa vitesse par rapport au fond diffus cosmologique est de 4 499 ± 15 km/s, ce qui correspond à une distance de Hubble de 66,4 ± 4,7 Mpc (∼217 millions d'al). NGC 5312 a été découverte par l'astronome germano-britannique William Herschel en 1785.
NGC 5312 est une galaxie active contenant un blazar. Selon la base de données Simbad, NGC 5312 est une galaxie LINER, c'est-à-dire une galaxie dont le noyau présente un spectre d'émission caractérisé par de larges raies d'atomes faiblement ionisés.